# Église-Neuve-de-Vergt
Église-Neuve-de-Vergt är en kommun i departementet Dordogne i regionen Nouvelle-Aquitaine i sydvästra Frankrike. Kommunen ligger i kantonen Vergt som tillhör arrondissementet Périgueux. År 2022 hade Église-Neuve-de-Vergt 583 invånare.

## Befolkningsutveckling
Antalet invånare i kommunen Église-Neuve-de-Vergt
Referens:INSEE